# Praia do Forte (São Francisco do Sul)
A Praia do Forte  é uma das praias localizadas no município de São Francisco do Sul, no estado brasileiro de Santa Catarina, localizada ao lado da praia do Capri. Distante 17 km do centro, abriga duas faixas distintas: uma de mar calmo, utilizado para a cura do reumatismo; e uma de mar agitado, onde é frequentemente habitada por praticantes do surfe.